# Рейштокеме
Рейштокеме (пол. Rejsztokiemie) — село в Польщі, у гміні Пунськ Сейненського повіту Підляського воєводства.
Населення — 101 особа (2011).
У 1975-1998 роках село належало до Сувальського воєводства.

## Демографія
Демографічна структура станом на 31 березня 2011 року:
|          | Загалом | Допрацездатний вік | Працездатний вік | Постпрацездатний вік |
| -------- | ------- | ------------------ | ---------------- | -------------------- |
| Чоловіки | 59      | 8                  | 46               | 5                    |
| Жінки    | 42      | 6                  | 21               | 15                   |
| Разом    | 101     | 14                 | 67               | 20                   |